# Krossafelli
Krossafelli è una montagna alta 545 metri sul mare situata sull'isola di Vágar, nell'arcipelago delle Isole Fær Øer, in Danimarca.